# Kyrkeby och Nereby
Kyrkeby och Nereby – miejscowość (tätort) w Szwecji, w regionie administracyjnym (län) Västra Götaland, w gminie Kungälv.
Według danych Szwedzkiego Urzędu Statystycznego liczba ludności wyniosła: 260 (31 grudnia 2015), 358 (31 grudnia 2018) i 365 (31 grudnia 2019).